# ACGCenter
ACG Center est une société de services en logiciels libres française, fondée en 2000.
L'entreprise est spécialisée dans l'ingénierie système et production, services de conseils, d'assistance technique, d'infogérance, d'expertise en ingénierie Windows (poste de travail) et ingénierie Linux (serveur). Gestion de parc de poste de travail.
Implantée à Arras, ACGCenter bénéficie d’un savoir-faire reconnu auprès de sociétés du CAC 40 en matière de production et d’exploitation informatique.

## Métiers
- La prestation de services en ingénierie auprès de grands comptes ou d’infogéreurs nationaux

- L’édition et la distribution de la solution de supervision Open Source ACGVision, développée en interne sous licence GPL V2